# ويليام إليس تاكر
ويليام إليس تاكر (بالإنجليزية: William Ellis Tucker)‏ هو خزاف وفنان أمريكي، ولد في 1800، وتوفي في 1832.

## وصلات خارجية
- ويليام إليس تاكر على موقع الموسوعة البريطانية (الإنجليزية)